# Manuele Masini
Manuele Masini (Massa Marittima, Toscana, 1979) és un investigador de l'Institut d'Estudis Ibèrics i Ibero-Americans de la Universidade Nova de Lisboa.
Escriptor i traductor, filòleg, crític textual i editor, fa anys que s'interessa per les literatures ibèriques en totes les seves manifestacions (Portugal, Galícia, Espanya, Catalunya, Brasil i Amèrica Llatina). Publica assajos, fa promoció cultural en revistes internacionals, participa en congressos, fires i festivals (alguns dirigits per ell mateix), i fa especial atenció a la promoció de la poesia com a bé immaterial de la humanitat. Dirigeix la col·lecció de poesia AlleoPoesia, és redactor de la revista Poesia e Spiritualità, de la revista en línia Alleo i codirector de la revista Submarino (Portugal-Itàlia). Becari de moltes institucions internacionals –MAE, Centre Ramón Piñeiro, Casa del Traductor de Tarazona, Govern d'Aragó, Casa del Poeta de Trasmoz, Institut Ramon Llull, Casa do Artista i DRAC de Madeira (Portugal), Fundação Gulbenkian (Lisboa), FCT (Portugal)–, els seus projectes han tingut el suport de les mateixes institucions i moltes altres: Institut Camões, DGLB (Portugal), Xunta de Galícia, Fundação Biblioteca Nacional (Brasil), MCU (Espanya). Tradueix del castellà, gallec, català, portuguès, provençal, francès antic i francès.